# Mỹ Yên, Đại Từ
Mỹ Yên là một xã thuộc huyện Đại Từ, tỉnh Thái Nguyên, Việt Nam.

## Địa lý
Xã Mỹ Yên nằm ở phía tây huyện Đại Từ và tựa lưng vào dãy núi Tam Đảo, có vị trí địa lý:
- Phía đông giáp các xã Bình Thuận, Lục Ba và Văn Yên
- Phía tây và phía nam giáp tỉnh Vĩnh Phúc
- Phía bắc giáp xã Hoàng Nông và xã Khôi Kỳ.

Xã Mỹ Yên có diện tích 34,11 km², dân số năm 1999 là 5.829 người, mật độ cư trú đạt 171 người/km².
Trên địa bàn xã có một số khe suối nhỏ chảy từ các đỉnh núi cao theo phía tây đổ ra hồ Núi Cốc. Đây là một trong năm xã của tỉnh Thái Nguyên có thể nuôi được các loài cá nước lạnh như cá hồi hay cá tầm.

## Lịch sử
Sau năm 1975, Mỹ Yên là một xã thuộc huyện Đại Từ.
Đến năm 2019, xã Mỹ Yên được chia thành 25 xóm: Kỳ Linh Trong, Kỳ Linh Ngoài, Đồng Khâm, Cao, Chùa, La Yến, Đồng Cháy, Đầm Gành, Đầm Pháng, Trại Cọ, Đồng Cạn, Lò Gạch, Suối Trì, Bắc Hà 1, Bắc Hà 2, Bắc Hà 3, Thuận Yên, Việt Yên, Đồng Phiêng, La Vương, La Hang, Tân Yên, La Hồng, La Tre, Làng Lớn.
Ngày 11 tháng 12 năm 2019, sáp nhập hai xóm Kỳ Linh Ngoài và Kỳ Linh Trong thành xóm Kỳ Linh, sáp nhập hai xóm Cao và Chùa thành xóm Cao Chùa, sáp nhập xóm La Tre vào xóm La Hồng, sáp nhập hai xóm Suối Trì và Lò Gạch thành xóm La Giai, sáp nhập xóm Đầm Gành Vào xóm Đầm Pháng, sáp nhập hai xóm Việt Yên và Bắc Hà 3 thành xóm Hà Việt, sáp nhập ba xóm Bắc Hà 1, Bắc Hà 2, Thuận Yên thành xóm Hà Thuận.

## Hành chính
Xã Mỹ Yên được chia thành 17 xóm: Cao Chùa, Đầm Pháng, Đồng Cạn, Đồng Cháy, Đồng Khâm, Đồng Phiêng, Hà Thuận, Hà Việt, Kỳ Linh, La Giai, La Hồng, La Vương, La Yến, Làng Lớn, La Hang, Tân Yên, Trại Cọ.